# Chaîne Spring
La chaîne Spring, en anglais Spring Mountains, désignent une chaîne de montagnes situées au Nevada, à l'Ouest des États-Unis.
Le mont Charleston est le sommet le plus haut de la chaîne ; il culmine à 3 633 mètres d'altitude. Il se trouve à l'ouest de Las Vegas ; son sommet est enneigé pendant la moitié de l'année. La région est protégée par trois réserves naturelles :
- Humboldt-Toiyabe National Forest ;
- Mount Charleston Wilderness Area ;
- Spring Mountains National Recreation Area.

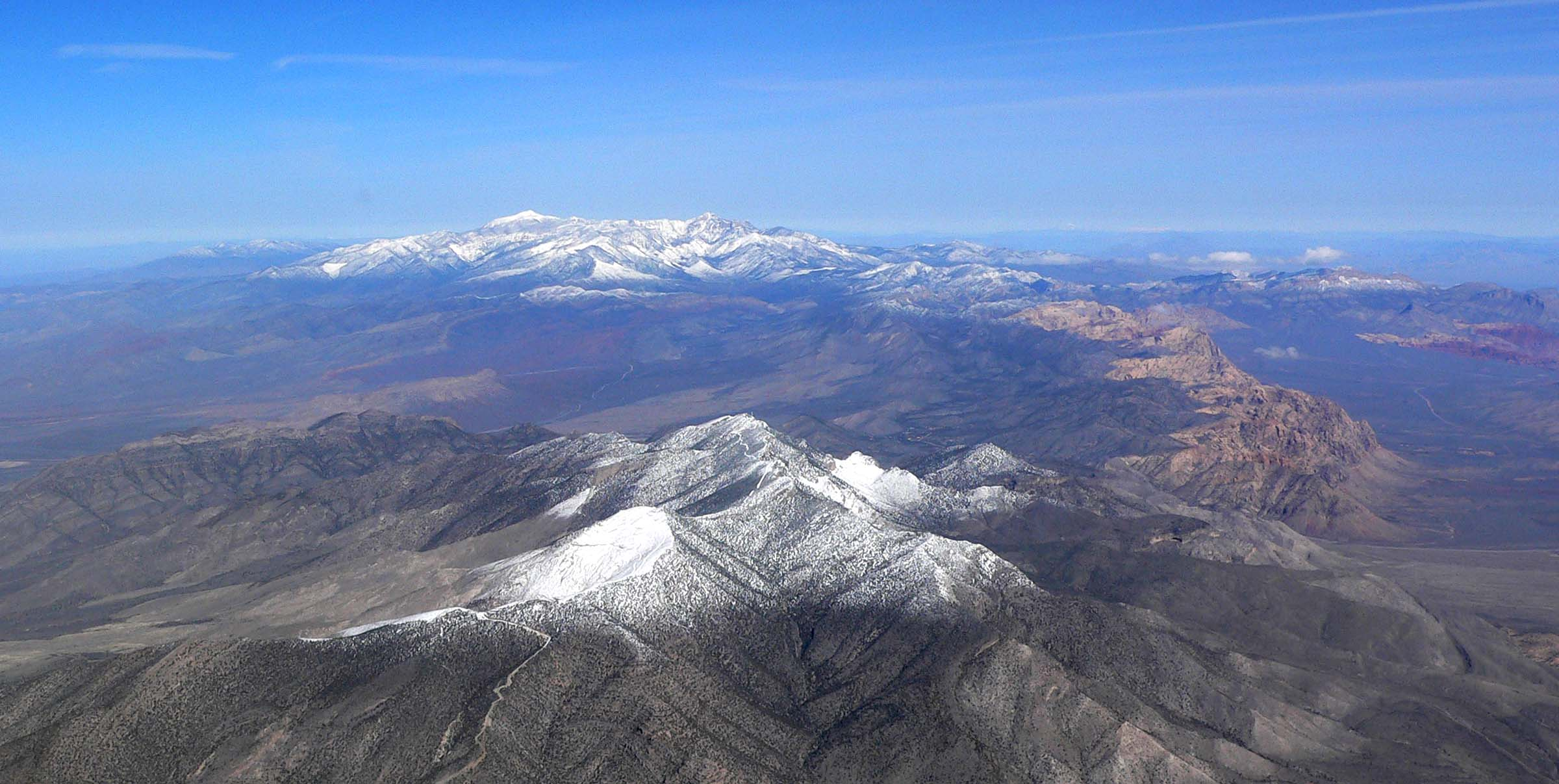
Vue aérienne de la chaîne Spring en direction du nord-ouest.

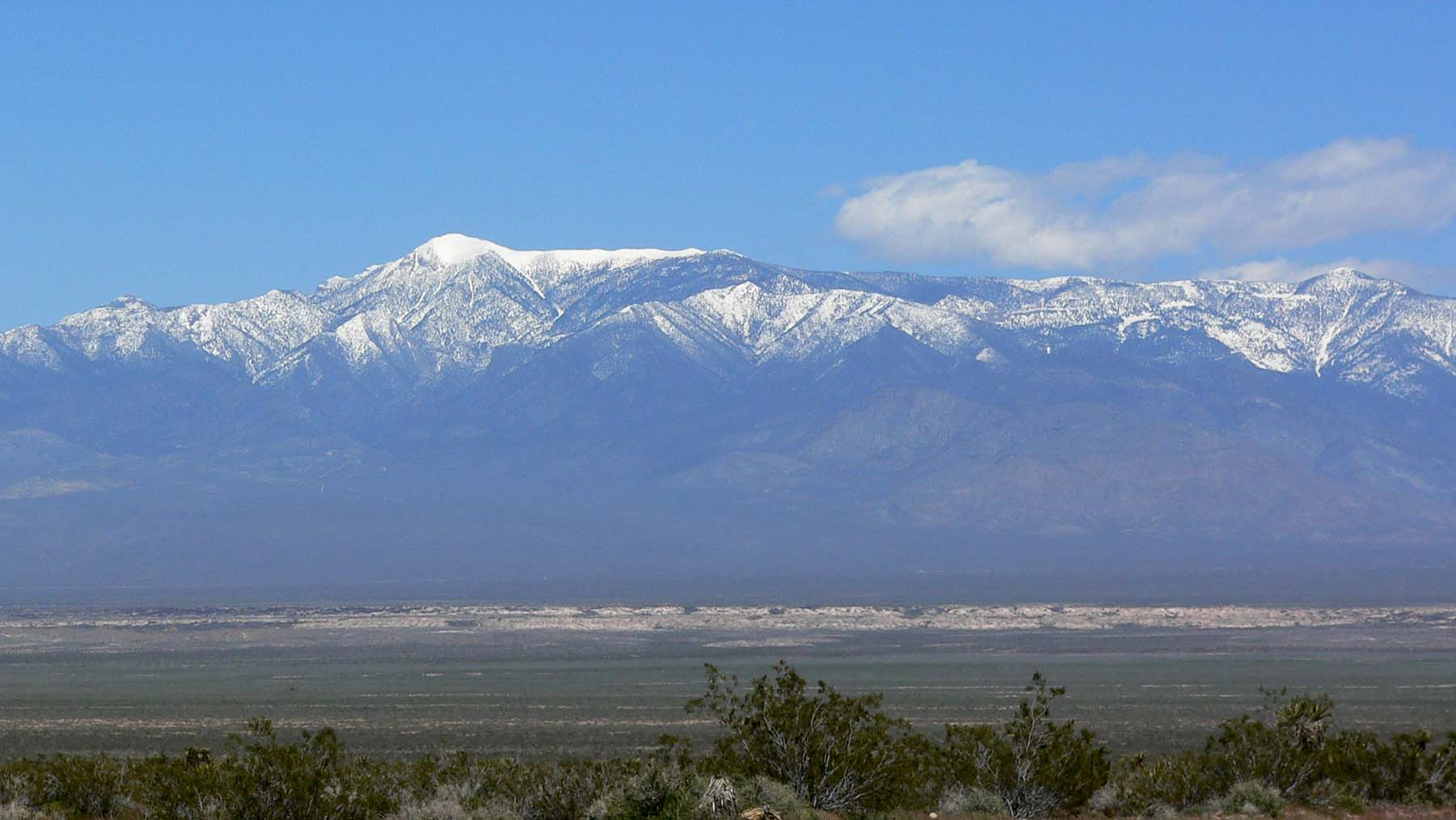
Vue du mont Charleston.